# Список нелегальных антисоветских белорусских организаций
Список включает в себя националистические подпольные и партизанские антисоветские организации, действовавшие на территории современной Белоруссии в период советской власти.
| Организация                                         | Тип организации / вид деятельности | Центр / дислокация                                   | Организаторы / руководители                                                            | Период деятельности           |
| --------------------------------------------------- | ---------------------------------- | ---------------------------------------------------- | -------------------------------------------------------------------------------------- | ----------------------------- |
| Белорусская независимая партия                      | военно-политическая                | Минск                                                | Всеволод Родзько, Михаил Витушко, Дмитрий Космович, Юлиан Сакович, Франтишек Олехнович | 1939 — 1946 годы              |
| Организация белорусских националистов               | политическая                       | Белорусская ССР                                      | Ян Станкевич                                                                           | 1940 — 1950 годы              |
| Союз борьбы за свободную Беларусь                   | административно-политическая       | Борисов                                              | Иосиф (Язеп) Долголов                                                                  | осень 1941 — июнь 1942        |
| Белорусская Самооборона                             | военизированная                    | Полесье                                              | Якуб Харевский, Всеволод Родзько, Михаил Витушко                                       | 22 июня 1941 — 15 ноября 1941 |
| Белорусская Народная Грамада                        | административно-политическая       | Западная Белоруссия                                  | Юлиан Сакович                                                                          | 1941 — 1944 годы              |
| Белорусское народное партизанское движение          | антифашистская, партизанская       | Белорусская ССР                                      | Якуб Харевский                                                                         | 1941 — 1948 годы              |
| Березинское националистическое подполье             | административно-политическая       | Березино                                             | Леонид Шунейко                                                                         | октябрь 1941 — апрель 1942    |
| Чёрный кот*                                         | партизанская                       | Белорусская ССР                                      | Михаил Витушко, Евгений Жихарь, Николай Шкелёнок                                       | 1944 — 1955 годы              |
| Союз белорусских патриотов                          | идеологическая                     | Глубокое, Поставы                                    | Василий Мядзелец                                                                       | осень 1945 — февраль 1947     |
| «Чайка»                                             | идеологическая                     | Слонимский район, Брестская область, Ильянский район | Василий Супрун                                                                         | 1946 — 1947 годы              |
| Союз борьбы за независимость Беларуси               | политическая                       | Западная Белоруссия                                  | Иван Романчук                                                                          | 1946 — 1949 годы              |
| Мядельско-сморгонское антикоммунистическое подполье | идеологическое сообщество          | Мядель, Сморгонь                                     | Ростислав Лапицкий                                                                     | 1947 — 1950 годы              |
| Лебедевское молодёжное подполье                     | идеологическое сообщество          | Лебедево                                             | Вячеслав Гомолко                                                                       | 1948 — 1951 годы              |
| Союз общего дела                                    | идеологическая                     | Молодечно                                            | Анатолий Радзюкевич                                                                    | 1949 — 1951 годы              |
| Лидская молодёжная подпольная организация           | идеологическая                     | Лида                                                 | Иван Солдатенков                                                                       | август 1950 — май 1951        |

* Некоторыми историками существование организации с таким названием, имевшей тысячи участников и центр, ставится под сомнение или отвергается.